# 엘리사베트 에름
엘리사베트 에름(에스토니아어: Elisabeth Erm, 1993년 2월 1일 ~ )은 에스토니아의 모델이다.